# Niscemi

Ubicació de Niscemi dins la província

Niscemi (sicilià Niscemi) és un municipi italià, situat a la regió de Sicília i a la província de Caltanissetta. L'any 2008 tenia 26.541 habitants. Limita amb els municipis de Butera, Caltagirone (CT), Gela i Mazzarino

## Administració
| Període | Identitat           | Partit |
| ------- | ------------------- | ------ |
| 2007-   | Giovanni Di Martino | PD     |